# Langues en Belgique

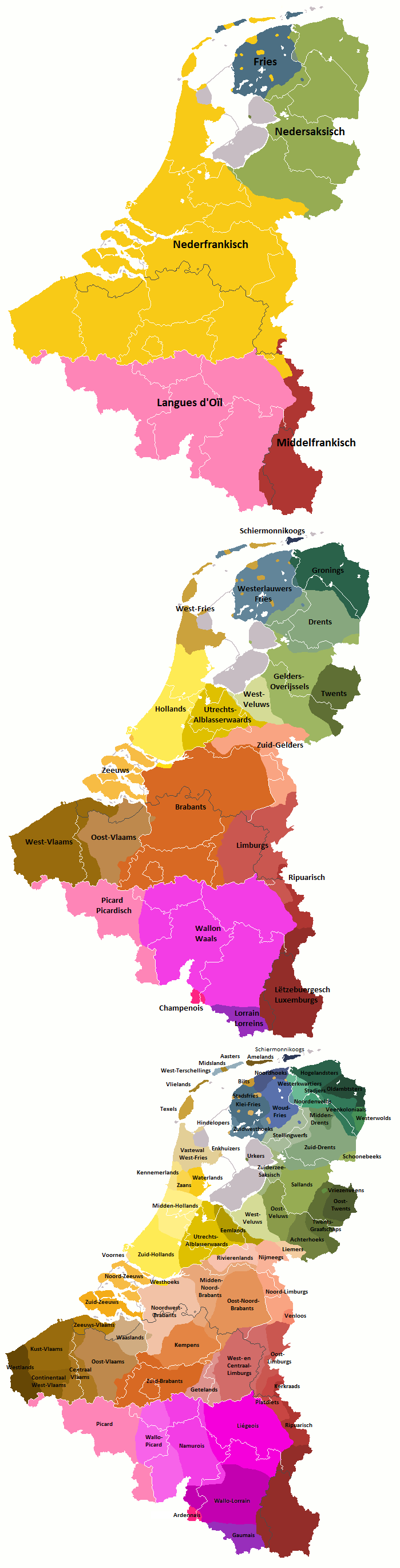
Respectivement : familles de langues, langues et dialectes régionaux du Benelux.

La Belgique dispose de trois langues officielles comme langues nationales : l'allemand, le français, le néerlandais.
Dans les années qui ont suivi l'indépendance du 4 octobre 1830, la seule langue officielle du pays était le français, alors parlé par une minorité aisée de la population ; la plupart des Belges parlaient alors des patois flamands, brabançons, wallons et picards. Si la Wallonie s'est peu à peu francisée, ainsi que Bruxelles, ce n'est pas le cas de la Flandre, où le mouvement flamand militait pour la reconnaissance du néerlandais comme langue nationale aux côtés du français, ce qui est obtenu en 1932. En 1919, à la suite de l'annexion des Cantons de l'Est, une minorité germanophone est intégrée à la Belgique.
Les tensions linguistiques (qui ont également des composantes culturelles, sociales, économiques, politiques et historiques) ont profondément marqué la vie politique belge depuis le XIXe siècle jusqu'à aujourd'hui et ont joué un rôle central dans la mise en place du fédéralisme belge à partir des années 1970. Chacun des trois groupes linguistiques officiels belges est institutionnellement représenté par une communauté, chacune dotée de ses propres Parlement et gouvernement, et chargée de gérer les questions culturelles et linguistiques qui lui sont propres : la communauté flamande, la communauté française et la communauté germanophone.

## Évolution historique

### Origines
Lors de la proclamation de l'indépendance de la Belgique le 4 octobre 1830, ni le français, ni le néerlandais standard n’étaient la langue de la majorité de la population. Partout, le peuple parlait alors surtout des langues régionales et le pays servait de carrefour linguistique. Au Nord, il s’agissait de langues bas-franciques : le flamand occidental, le flamand oriental, le brabançon et le limbourgeois. Au Sud c'étaient des langues d'oïl : le wallon (très majoritaire), le picard (en Hainaut occidental), le lorrain gaumais et le champenois ardennais (Sugny). Enfin, au sud-est se délimite une zone moyen-francique (dite allemande par convention) comprenant, du nord au sud, le francique rhéno-mosan (nl : Platdiets) et le francique ripuaire (canton d'Eupen), ainsi que le francique mosellan (canton de Saint-Vith) et le luxembourgeois (Pays d'Arlon et Grand-duché de Luxembourg, annexé à la Belgique de 1830 à 1839). D'autre part, au nord comme au sud du pays, la bourgeoisie était francisée.
Progressivement, toutes ces langues endogènes ont reculé, au profit du français dans le sud du pays d'abord, et plus tard à Bruxelles, et au profit du néerlandais dans le nord. Graduellement on a commencé à appliquer le nom Flandre à toutes les provinces néerlandophones et le nom Wallonie à toutes les provinces francophones (quoique le mot wallon avait depuis longtemps un sens parent : ainsi le Brabant wallon fut nommé comme tel après la scission de la province de Brabant en 1995). Les langues endogènes sont cependant restées plus vivantes dans la partie néerlandophone du pays.
L'introduction de l'allemand dans le paysage linguistique belge provient des conséquences de la Première Guerre mondiale après laquelle, lors de la signature du Traité de Versailles en 1919, la Belgique annexa en effet les Cantons de l'Est, territoires appartenant jusqu'alors à la Prusse, dont la Wallonie malmédienne (qui avait lutté contre son assimilation à l'Allemagne), du nom de la petite ville de Malmedy. Or, l'annexion engloba également deux villes Eupen et Saint-Vith qui n'étaient pas de langue wallonne ou française comme Malmedy, mais de langue allemande (ou plutôt moyen-francique).

### La francisation de Bruxelles
Au cours des XIXe et XXe siècles, Bruxelles s'est transformée d'une ville quasiment entièrement néerlandophone en une ville bilingue, voire multilingue, avec le français pour langue majoritaire et véhiculaire. Bien qu'historiquement Bruxelles fût une cité dont les habitants parlèrent un brabançon régional — communément appelé flamand, —, la situation linguistique bruxelloise changea radicalement au cours du XIXe et du XXe siècles. À côté d'une immigration française et wallonne, cette progression du français s'explique avant tout par la conversion linguistique de la population néerlandophone au cours des générations. La raison en fut le manque de considération dont jouissait le néerlandais en tant que langue de culture au sein de la société belge, renforcé par l'attrait que représentait à l'époque le français comme langue de haute culture et des échanges internationaux,.
Cette transformation démarra graduellement au XVIIIe siècle mais prit toute son ampleur lorsque la Belgique devint indépendante et que Bruxelles déborda au-delà de ses murs,. La francisation réelle et massive de la population urbaine ne commença cependant que dans la seconde moitié du XIXe siècle. À partir de 1880, on constate une véritable explosion de bilingues au détriment des néerlandophones unilingues,. Le néerlandais ne se transmettait plus à la génération suivante, ce qui a eu pour effet une augmentation considérable du nombre des francophones unilingues après 1910. À partir des années 1960, à la suite de la fixation de la frontière linguistique et de l'essor socio-économique de la Région flamande, la francisation des néerlandophones a stagné,.
Durant la seconde partie du XXe siècle, Bruxelles devint progressivement une ville d'échanges internationaux, ce qui contribua à un afflux d'immigrants qui favorisèrent l'augmentation de l'usage du français ainsi que de l'émergence d'autres langues, aux dépens du néerlandais. Simultanément, à la suite de l'urbanisation, un nombre supplémentaire de communes précédemment néerlandophones de la périphérie bruxelloise devinrent majoritairement francophones,,. Ce phénomène, connu en Flandre comme la « tache d'huile », constitue, en même temps que la question du statut de Bruxelles, un des principaux sujets de contentieux de la politique belge,,.

## Situation linguistique en communauté flamande
Au XXIe siècle, la situation du flamand, avec trois couches linguistiques, est plus foisonnante que celle du français. En Flandre se parlent :
- un acrolecte : le néerlandais belge normatif (néerlandais : standaardtaal),
  - ex[34]. : Heb je nog een kop koffie voor me?  (« As-tu encore une tasse de café pour moi ? »)
- des régiolectes : les néerlandais belges régionaux (nl : tussentaal ou verkavelingsvlaams),
  - ex. : 'Ebde nog een tas koffie voor mij?
- des allolectes : les langues bas-franciques endogènes (le flamand occidental, flamand oriental, brabançon, limbourgeois ; nl : streektaal).
  - ex. : Édde nog een zjat kaffe veu maai?

Autrefois n'existaient que deux parlers, à savoir le français, langue administrative, et les langues bas-franciques. Ensuite, le belgo-néerlandais normalisé a remplacé le français comme langue de scolarisation en 1886, au moment de l’alphabétisation du pays flamand. Au cours du XXe siècle, les Flamands sont désormais diglossiques, dont la conséquence la plus récente est la création et l’essor des régiolectes belgo-néerlandais au profit des allolectes bas-franciques. Cette dernière étape vient boucler le processus de néerlandisation de la Flandre. En sociolinguistique, on appelle dialecte consécutif tout régiolecte qui se substitue à un allolecte endogène apparenté à la langue de base ; l'allolecte cédant ou cédé s'appelle dialecte constitutif. Les allolectes sont en recul.
Pluriformes, les régiolectes belgo-néerlandais constituent un interlecte (mésolectal) « mélangeant » néerlandais standard et allolecte ; ils changent donc en fonction du locuteur, selon qu’ils se basent sur tel allolecte bas-francique. Les régiolectes brabançon et est-flamand sont très peu marqués par rapport au standard car ses deux allolectes bas-franciques correspondants sont déjà proches de l’acrolecte belge parlé, et les locuteurs de ces régiolectes peuvent alterner leur discours librement entre régiolecte et acrolecte. De plus, ils peuvent facilement passer d’un régiolecte (p. ex. : néerlandais brabançon) à un autre (p. ex. : néerlandais est-flamand).
Il est à noter que les allolectes bas-franciques brabançon et flamand oriental sont parfois estimés par erreur des variétés du néerlandais, au contraire du flamand occidental et du limbourgeois qui se rapprochent très peu du néerlandais. Cela résulte de la distanciation relative (du standard) en ce qui concerne le degré de particularité linguistique et l’absence de l’inter-compréhension d’un allolecte donné vis-à-vis de l’acrolecte (néerlandais standard).
En 2009, selon le Réseau Eurydice dans son rapport Chiffres clés de l’enseignement des langues à l’école en Europe – 2012, dans la Communauté flamande de Belgique, 6,8 % des élèves de 15 ans parlaient une langue autre que la langue d'enseignement (le néerlandais) à la maison.
Les langues étrangères les plus étudiées en Communauté flamande de Belgique en pourcentage d’élèves qui les apprennent dans l’enseignement secondaire inférieur (CITE 2) en 2009/2010 sont le français avec 92,9 % puis l’anglais avec 46,2 %.

### Limbourgeois

La province de Limbourg était entièrement belge jusqu'en 1839 et prend ses racines dans l'ancienne principauté de Liège.

Le limbourgeois s'est développé avec des influences de la principauté de Liège, à laquelle une partie de la région appartenait sous l'Ancien régime. Ce n'est qu'après l'indépendance de la Belgique de 1830, puis la scission de la province du Limbourg de 1839 que les différences s'accentuèrent avec le limbourgeois de l'Est, parlé dans localités fouronnaises de Fouron-le-Comte et de Mouland mais aussi à Fauquemont, dans ce qui est devenu le Limbourg néerlandais. La région de Tongres, dans le Limbourg belge utilise le limbourgeois central de Maastricht, tandis qu'Hasselt s'oriente plutôt vers le limbourgeois de l'Ouest, et Saint-Trond vers une variété intermédiaire avec le brabançon.

### Français
- > 80 % de francophone
- 50 à 80 % de francophone
- 20 à 50 % de francophone
- 5 à 20 % de francophone

- > 50 % de francophone
- 30 à 50 % de francophone
- 10 à 30 % de francophone

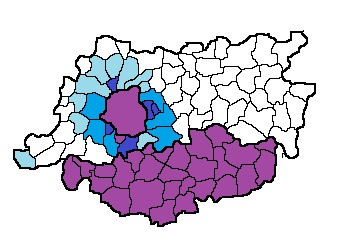
Part de francophone dans l'ancienne province de Brabant.
> 80 % de francophone
50 à 80 % de francophone
20 à 50 % de francophone
5 à 20 % de francophone
Sources,,.

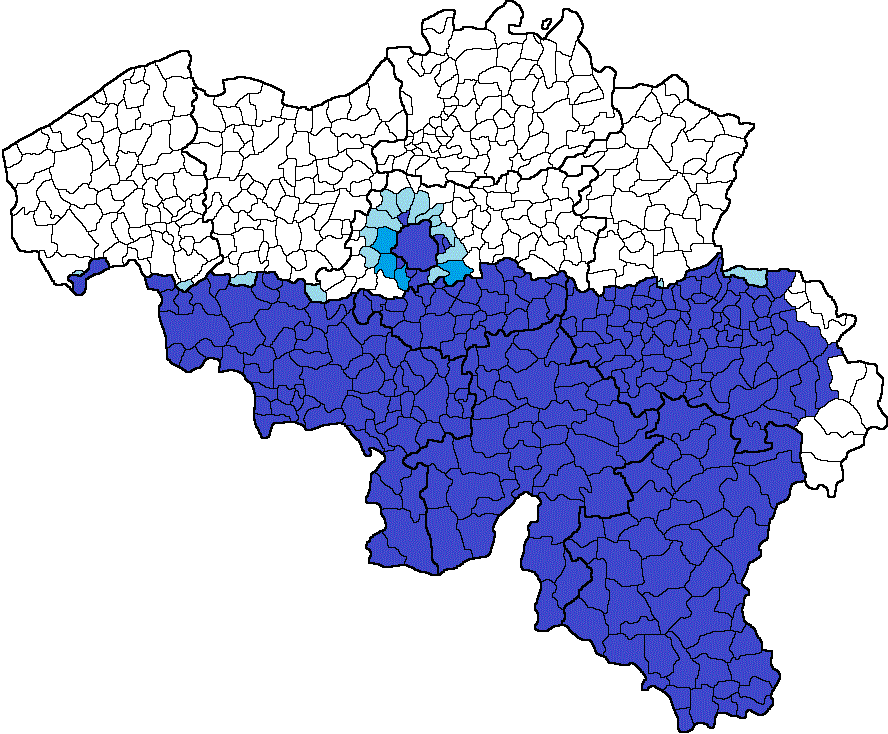
Carte de la Belgique francophone.
> 50 % de francophone
30 à 50 % de francophone
10 à 30 % de francophone
Sources,,.

Le français (et les dialectes apparentés) est parlé dans quelques communes proches de la frontière linguistique notamment dans les communes à facilités de la périphérie bruxelloise (Kraainem, Drogenbos, Linkebeek, Rhode-Saint-Genèse, Wemmel et Wezembeek-Oppem) et les autres communes à facilités flamandes (Fourons, Espierres-Helchin, Herstappe, Biévène, Messines et Renaix). Dans ces communes le français peut être utilisé avec l'administration communale. Dans le reste de la périphérie bruxelloise, les communes n'ont pas le statut de commune à facilité mais le français est utilisé par une partie de la population.

## Situation linguistique en communauté française

Distribution des langues régionales en Wallonie.

Le français est la langue officielle et la plus utilisée de la Wallonie, au côté de l’allemand. Sur 262 communes, 253 sont francophones et 9 germanophones (cantons d’Eupen et Saint-Vith).
Le français est parlé dans la quasi-totalité de la Wallonie, où il coexiste avec divers parlers romans (surtout) et germaniques (un peu). La prédominance du français sur ces langues endogènes n’est pas sans les mettre en danger.
Le 24 décembre 1990, la Communauté française de Belgique a reconnu plusieurs langues comme étant des « langues régionales endogènes », au côté du français qui est reconnu comme la seule langue officielle. Si l’usage de ces langues régionales endogènes n’est pas admis dans le contexte des actes officiels, le décret du 24 décembre 1990 permet cependant d’envisager un soutien significatif aux langues ainsi reconnues. La protection et la promotion des langues régionales endogènes revient au Conseil des langues régionales endogènes (wa), épaulé par le Service des langues régionales endogènes de la Communauté française. Jusqu'à présent, ce statut de « langues régionales endogènes » n’a pourtant pas eu de répercussions concrètes sur la politique linguistique. Aucun cours d’apprentissage de ces langues n’est organisé par la Communauté française de Belgique, tout au plus le Service des langues régionales endogènes promeut-il les initiatives locales existantes. La place de ces langues dans les médias publics reste également très faible. La Belgique est un des quelques pays membres du Conseil de l'Europe à n'avoir pas ratifié la Charte européenne des langues régionales ou minoritaires.
En 2009, selon le Réseau Eurydice dans son rapport Chiffres clés de l’enseignement des langues à l’école en Europe – 2012, dans la Communauté française de Belgique, 17,7 % des élèves de 15 ans parlaient une langue autre que la langue d'enseignement (le français) à la maison, dont 4,6 % des langues d’Europe occidentale et 3,0 % l’arabe.
Les langues étrangères les plus étudiées en Communauté française de Belgique en pourcentage d’élèves qui les apprennent dans l’enseignement secondaire inférieur (CITE 2) en 2009/2010 sont le néerlandais avec 58,8 %, suivi de l’anglais avec 38,8 %, puis enfin de l’allemand avec 1,7 %.

### Wallon
Le wallon est parlé sur une large partie de la Région wallonne. On peut estimer qu’il a été parlé encore au début du XXe siècle par les trois-quarts des Wallons. Il existe ainsi une littérature wallonne et une littérature picarde.
À l’intérieur[Quoi ?] du domaine wallon, il existe plusieurs variétés du wallon : l’est-wallon autour de Liège, le centre-wallon autour de Namur, l’ouest-wallon autour de Charleroi. Il existe aussi des zones wallo-lorraines entre Neufchâteau et la Gaume par exemple, les frontières entre langues romanes étant moins tranchées que les divisions entre zones de langue germanique et de langue romane. On estime par exemple que le Borinage est une région qui, du fait de l’immigration d’autres contrées wallonnes, a un parler « mélangé ». Les langues régionales endogènes sont truffées de mots flamands, par exemple à Charleroi.
Les différences entre picard et wallon peuvent tenir aux suffixes (iau en picard, ia en wallon) ou au début des mots (tchapia en wallon, capiau en picard). Des formes intermédiaires existent, comme tchapiau par exemple. Mais la distinction est plus tranchée pour désigner l’écureuil : spirou en wallon, bosquètia en picard.

### Picard
Le picard est parlé dans le triangle Ath-Mons-Tournai en Région wallonne et également en France. La région qui va de Charleroi à La Louvière représente une zone mixte dite d’ailleurs du « wallo-picard ». Un mot traduit cette mixité, c’est le mot toudi (qui veut dire « toujours »), qui devient todi dans les zones centre-wallon et est-wallon. Il est utilisé aussi dans les vieux textes, par exemple les chroniques de Froissart.

### Lorrain
Le lorrain est parlé dans l’arrondissement de Virton (la Gaume, d’où son appellation locale : le gaumais). À noter : la Gaume, "appellation linguistique " est un tantinet différente de l'arrondissement de Virton - limite administrative -  les limites de l'arrondissement de Virton ont été modifiées en 1848, et les communes suivantes ont été rattachées à l'arrondissement d'Arlon : Halanzy - aujourd'hui, commune d'Aubange, Rachecourt - idem - et Meix-le-Tige - aujourd'hui, commune d'Étalle, donc, à nouveau "virtonnais". Il faut donc préciser que les deux bourgades de Halanzy et de Rachecourt, bien qu’"arlonnaises" sont bien le terreau de locuteurs gaumais,

### Champenois

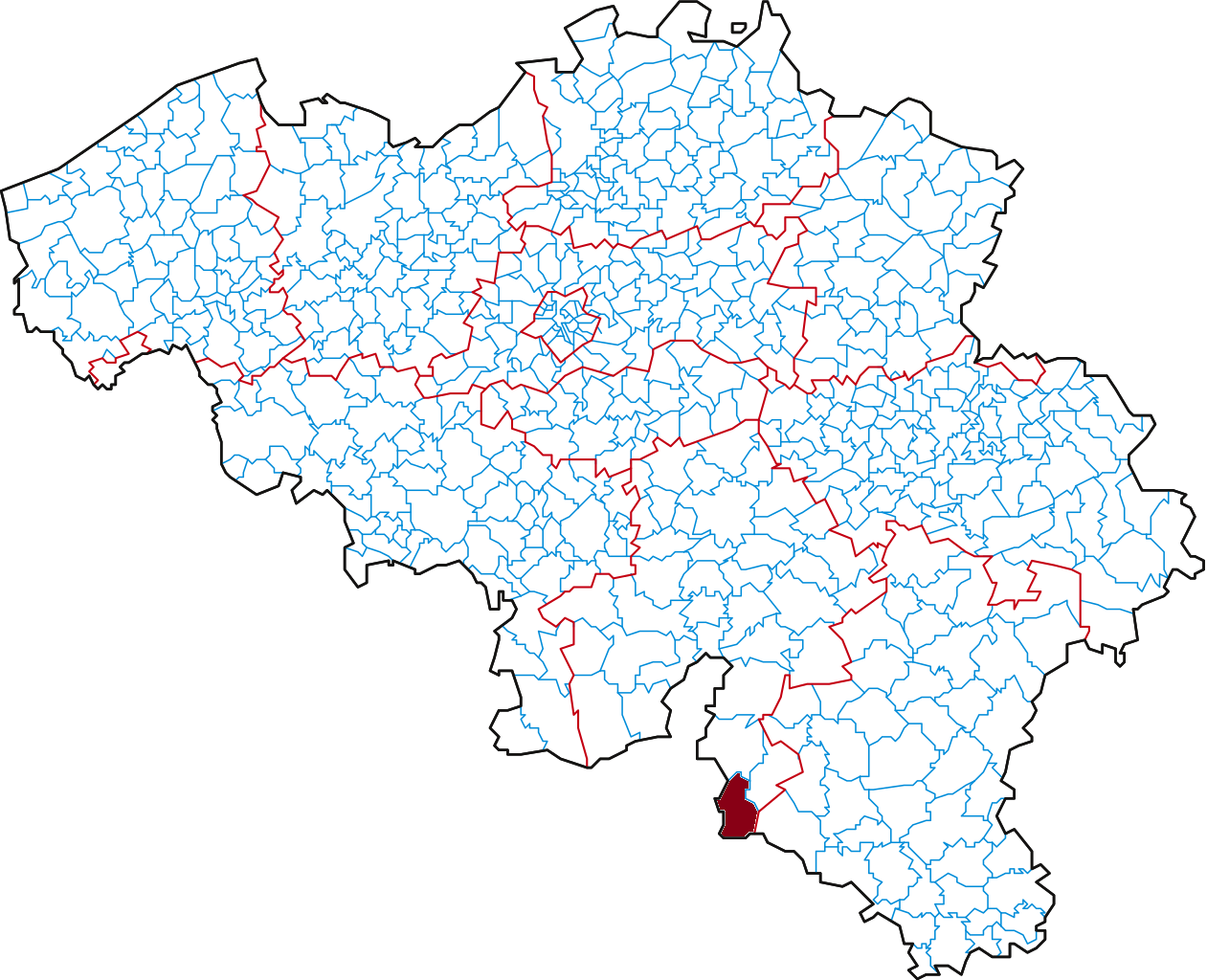
L'ardennais en Belgique (grande commune de Vresse-sur-Semois).

Le champenois, sous sa forme du dialecte ardennais, est la moins répandue des langues régionales endogènes de la Communauté française, se situant dans l’extrême-sud de la province de Namur, au sud de la Semois, dans une zone restreinte de la région de Bohan,. Cette langue est parlée en Basse-Semois sur les communes de Sugny, Vresse-sur-Semois, Membre et Bohan.
L'ardennais est un dialecte champenois qui fait transition avec le wallon parlé plus au nord. Il reçoit, en effet, de nombreuses influences depuis le nord, le distinguant nettement des autres parlers champenois.

### Luxembourgeois
La langue luxembourgeoise, compte en 2008 entre 15 000 et 22 000 locuteurs dans le Pays d'Arlon (voir dialecte arlonais).

### Brabançon
Le brabançon est parlé en Région de Bruxelles-Capitale où il est appelé brusseleer.

### Limbourgeois
Le limbourgeois est parlé en Belgique près de la frontière sud des Pays-Bas et la frontière avec l’Allemagne (autour de la petite région du Limbourg néerlandais qui forme une quasi-enclave des Pays-Bas entre la Belgique et l’Allemagne), au nord-est de la Région wallonne. Si la dénomination originelle provient en fait de l'ancien chef-lieu du Duché de Limbourg (sur Vesdre) situé à la frange sud de ce parler, ce sont surtout les habitants du Limbourg néerlandais qui utilisent ce vocable pour désigner ce bas-francique méridional qui s'étend par ailleurs jusqu'au Rhin en Allemagne (régions de Heinsberg, Mönchengladbach et Düsseldorf). En Wallonie, les communes germanophones de Lontzen, Eupen, La Calamine, les communes francophones de Welkenraedt, Baelen, Plombières et Aubel utilisent (comme les quatre villages les plus à l'est de la commune des Fourons en Flandre) le francique rhéno-mosan, parler intermédiaire entre le ripuaire de Raeren et le limbourgeois de l'Est mais classé comme variante d'extrême sud du limbourgeois car situé en deçà de la ligne de Benrath (séparation avec les parlers moyen-franciques). Les autres variantes du limbourgeois ne sont pas utilisées en Wallonie.

### Néerlandais
Le néerlandais, bien que langue officielle de la Belgique, n’a pas de statut officiel en Communauté française de Belgique. Il est pourtant encore parlé (ainsi que les dialectes apparentés) dans quelques communes proches de la frontière linguistique : Enghien, mais aussi Mouscron et Comines-Warneton à certains égards. Mais dans ces deux villes, plus importantes, les habitants parlent le picard alors qu’au cœur même de la ville d’Enghien, il n’y a pas d’usage collectif du picard ou du wallon, seulement d’un dialecte du néerlandais.

## Situation linguistique en communauté germanophone
L'allemand est la langue officielle et la plus utilisée de la communauté germanophone. Néanmoins le français reste une langue très parlée par la population.

### Francique ripuaire
Le francique ripuaire est parlé dans le canton d’Eupen et plus exactement dans la commune de Raeren. Il est également parlé au sud de la Communauté germanophone, dans les communes de Bütgenbach, Bullange et Amblève. Depuis la Baraque Michel, en passant à l'est d'Eupen mais à l'ouest de Raeren (entre Hauset et Hergenrath) la « Ligne de Benrath » (qui se prolonge dans le Limbourg néerlandais puis en Allemagne) sépare les parlers appartenant au moyen-francique, dont le ripuaire, des parlers classés comme bas-franciques, dont le francique rhéno-mosan parlé d'Eupen à Fouron-Saint-Martin en Belgique mais aussi à Heerlen au Limbourg néerlandais, Heinsberg, Mönchengladbach et Düsseldorf en Allemagne. Ce francique rhéno-mosan (dit aussi carolingien), s'il se distingue du ripuaire (qui a subi la différenciation consonnantique), garde néanmoins un certain nombre de similitudes avec lui et les deux restent facilement intercompréhensibles.

### Luxembourgeois

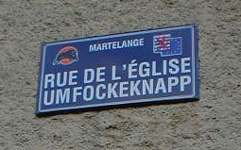
Dans plusieurs communes du Pays d'Arlon, lAreler est toujours utilisé conjointement au français, comme à Attert ou à Martelange (image).

Différents patois luxembourgeois sont parlés en Belgique pour deux raisons historiques majeures :
- D'une part, la scission du Grand-duché de Luxembourg par le traité des XXIV articles du 19 avril 1839, devant initialement s'opérer sur base de critères linguistiques et ne laisser à la jeune Belgique que le quartier wallon, de langues romanes (Ardennais, Gaumais, Wallon , etc.). Toutefois, pour des raisons politiques, la France et son ministre Talleyrand, insista pour que le Pays d'Arlon, où l'Areler était la langue vernaculaire, demeure sous contrôle belge afin que la route reliant Metz à Liège (dont une partie de l’actuelle nationale 4) ne puisse-t-être contrôlée par la confédération germanique[54], dont faisait alors partie le Grand-duché de Luxembourg.
- D'autre part, après la fin de la Première Guerre mondiale, la Belgique reçut, par le traité de Versailles de 1919, les Cantons de l'Est en guise de compensation pour les pertes et les dommages causés par l'Empire allemand lors du conflit. Outre l'allemand et certains autres dialectes, les habitants des communes du sud, comme Bullange, Burg-Reuland ou Saint-Vith, parlaient également un patois luxembourgeois, appelé « francique mosellan »). En 2015 on compte 17 000 de ces locuteurs dans le canton de Saint-Vith.

### Thiois
Le thiois est parlé dans la communauté germanophone de Belgique dans les communes de Lontzen, Eupen et de La Calamine.